# ظافر المصري
ظافر المصري (بالإنجليزية: Zafer al-Masri)‏‏ (1940 في نابلس - 2 مارس 1986 في نابلس) اقتصادي فلسطيني من مدينة نابلس، تولى منصب رئيس بلدية نابلس حتى اغتالته الجبهة الشعبية لتحرير فلسطين أمام مبنى البلدية في 2 مارس 1986.

## الاغتيال
اغتيل ظافر المصري في 2 مارس 1986 بعد فترة وجيزة فقط من توليه منصبه. وذلك نتيجة علاقات وثيقة تربطه بالأردن وفق الجهة المنفذة. أطلق مؤيد عبد الصمد منفذ إطلاق النار على ظافر المصري بينما كان يستقل سيارته بالقرب من مبنى بلدية نابلس. تم إطلاق النار على المصري عدة مرات في القلب. نُقل إلى مستشفى الرشادية وتوفي على طاولة العمليات. شارك ما يقرب من 50,000 فلسطيني في جنازته في 3 مارس 1986.
يعتقد أنه قتل على يد مؤيد عبد الصمد بأوامر من الجبهة الشعبية لتحرير فلسطين، وذلك بسبب اتهامه «بالتعاون مع إسرائيل». قُبض على عبد الصمد ووجهت إليه تهمة القتل وحُكم عليه بالسجن مدى الحياة بسبب فعله. على الرغم من أن جماعة أخرى، هي منظمة أبو نضال، وهي جماعة فلسطينية منشقة عن حركة فتح، قد أعلنت مسؤوليتها مبدئيًا عن الهجوم، إلا أن هذا الادعاء الأخير تم دحضه بمسؤولية الجبهة الشعبية لتحرير فلسطين.
كان ظافر المصري ثالث رئيس بلدية أو رئيس بلدية سابق يقع ضحية قاتل في أكثر من عامين بقليل. وكان فهد القواسمي، رئيس بلدية الخليل السابق، قد قُتل بالرصاص في عمان بالأردن في 30 ديسمبر 1984. وقد عاش هناك منذ ترحيله بواسطة إسرائيل في عام 1980 بسبب أنشطته المؤيدة لمنظمة التحرير الفلسطينية. في 4 أيلول (سبتمبر) 1984 ، أصيب رئيس بلدية رفح عبد المحمود قشطة في قطاع غزة بإصابات قاتلة بالرصاص من سيارة مارة في أحد شوارع مدينة رفح.

## أوسمة
- في 8 سبتمبر 2015، منح الرئيس الفلسطيني محمود عباس ظافر المصري وسام الاستحقاق والتميز الذهبي.[6]